# NGC 2793
NGC 2793 (другие обозначения — UGC 4894, IRAS09137+3438, MCG 6-21-2, LT 6, ZWG 181.6, KUG 0913+346B, PGC 26189) — галактика в созвездии Рысь.
Этот объект входит в число перечисленных в оригинальной редакции «Нового общего каталога».
Галактика NGC 2793 входит в состав группы галактик NGC 2859. Помимо NGC 2793 в группу также входят NGC 2859, NGC 2778, NGC 2780, NGC 2779, UGC 5015, UGC 5020, UGC 4777 и UGC 4834.
NGC 2793 представляет собой газовое кольцо, заключённое в гораздо более большой диск из нейтрального водорода. Это позволяет классифицировать галактику как кольцевую на ранней стадии эволюции.